# Borstelbekboorvlieg
De borstelbekboorvlieg (Chetostoma curvinerve) is een vliegensoort uit de familie van de boorvliegen (Tephritidae). De wetenschappelijke naam van de soort is voor het eerst geldig gepubliceerd in 1856 door Rondani.